# Horisme albiplaga
Horisme albiplaga is een vlinder uit de familie spanners (Geometridae). De wetenschappelijke naam van deze soort is voor het eerst geldig gepubliceerd in 1988 door Herbulot.
De soort komt voor in tropisch Afrika.